# Collentis
Collentis is een geslacht van vliesvleugeligen uit de familie Pteromalidae. De wetenschappelijke naam van dit geslacht is voor het eerst geldig gepubliceerd in 1992 door Heydon.

## Soorten
Het geslacht Collentis omvat de volgende soorten:
- Collentis latipennis (Ashmead, 1890)
- Collentis suecicus (Graham, 1969)